# Месершмит P.1112
Месершмит P.1112 је приједлог њемачког ловца, развијеног од стране Месершмит АГ у завршној фази Другог свјетског рата, и намијењен је за употребу од стране Луфтвафеа. Околности на ратишту спријечиле су завршетак прототипа прије ппраза нацистичке Њемачке. Његов дизајн имао је директан утицај на послијератне америчке ловце који су се налазили у саставу морнарице САД.

## Дизајн и развој
Рад на Ме P.1112 почео је 25. фебруара 1945. након што је заустављен развој Месершмита P.1111 од стране Вилија Месершмита, који би као стандардну опрему имао кабину под притиском и избациво сједиште. Дизајниран је од стране шефа пројектне канцеларије у Месершмиту Волдемар ФојтаШаблон:Vague (1907–1980), између 3. и 30. марта 1945. као алтернатива Ме P.1111. За разлику од од P.1111 дизајн Ме P.1112 био је мање радикалан и укључива је и искуства стечена током развоја P.1110 дизајна. Фојт је процјенио да ће Ме P.1112 почети са тестним летовима средином 1946. године.
Предвиђено је да га покреће један Хејнкел HeS 011 турбо-млазни мотор, а развијена су три концепта дизајна Ме P.1112. Посљедњи предложени дизајн био је Ме P.1112/В1 који користи дизајн са V-репом и бочне усиснике ваздуха. Сва три приједлога имала су труп максималног пречника 1,1 метар. Дизајн крила авиона је по изгледу био сличан оном Месершмитовог Ме 163 Комета. Модел Ме P.1112 В/1, који је само дјеломично изграђен (тачније само предњи труп) у касарни "Конрад вон Хоцендорф" код Оберамергауа. Мешутим ову касарну су заузеле америчке трупе у априлу 1945. прије него што је изградња прототипа почела.
- Труп авиона
- Кокпит

Иако Ме П.1112 никада није завршен, накнадни дизајни су већ били предложени, чак и док се радило на дизајну првог типа. То је укључивало и предложену верзију ноћног ловца, која је требала бити опремљена двоструким моторима постављеним у крилима авиона. Након рата, Фојтово искуство у пројектовању авиона без репа искористила је компанија Ченс Војт у Сједињеним Америчким Државама, где је био укључен у дизајн ловца Vought F7U Cutlass.